# People and Places

People and Places (Gens et Lieux) est une série de courts métrages documentaires produite dans les années 1950, entre 1953 et 1960, par les Walt Disney Productions. Les lieux et personnes rencontrés ont été filmés en Cinémascope par les équipes du studio Disney.

## Filmographie
| #  | Nom du film                | Date             | Réalisateur       |
| -- | -------------------------- | ---------------- | ----------------- |
| 1  | The Alaskan Eskimo         | 18 février 1953  | Alfred Milotte    |
| 2  | Siam                       | 24 décembre 1954 |                   |
| 3  | Switzerland                | 16 juin 1955     | Ben Sharpsteen    |
| 4  | Men Against the Arctic     | 21 décembre 1955 | Winston Hibler    |
| 5  | Sardinia                   | 15 novembre 1956 |                   |
| 6  | Disneyland, U.S.A.         | 20 décembre 1956 | Hamilton S. Luske |
| 7  | Samoa                      | 25 décembre 1956 |                   |
| 8  | The Blue Man of Morocco    | 14 février 1957  |                   |
| 9  | Lapland                    | 14 février 1957  |                   |
| 10 | Portugal                   | 25 décembre 1957 |                   |
| 11 | Wales                      | 10 juin 1958     |                   |
| 12 | Scotland                   | 11 juillet 1958  |                   |
| 13 | Ama Girls                  | 9 juillet 1958   | Ben Sharpsteen    |
| 14 | Seven Cities of Antarctica | 25 décembre 1958 |                   |
| 15 | Cruise of the Eagle        | 19 mars 1959     |                   |
| 16 | Japan                      | 6 avril 1960     |                   |
| 17 | The Danube                 | 27 avril 1960    |                   |